# Echinopsolus koehleri
Echinopsolus koehleri is een zeekomkommer uit de familie Cucumariidae.
De wetenschappelijke naam van de soort werd in 1914 gepubliceerd door Clément Vaney.